# Teslić
Teslić (cyr. Теслић) – miasto w Bośni i Hercegowinie, w Republice Serbskiej, siedziba gminy Teslić. W 2013 roku liczyło 6820 mieszkańców.
W latach 1996–2000 w Tesliciu stacjonowało dowództwo i główne siły Polskiego Kontyngentu Wojskowego działającego w ramach misji stabilizacyjnej IFOR i SFOR.